# Landgericht Nidda
Das Landgericht Nidda war von 1821 bis 1879 ein erstinstanzliches Gericht der ordentlichen Gerichtsbarkeit in der Provinz Oberhessen des Großherzogtums Hessen mit Sitz in Nidda.

## Gründung
Ab 1821 trennte das Großherzogtum Hessen auch auf der unteren Ebene die Rechtsprechung von der Verwaltung. 
 Die bisher von den Ämtern wahrgenommenen Aufgaben wurden Landräten (zuständig für die Verwaltung) und Landgerichten (zuständig für die Rechtsprechung) übertragen. Der Bezirk des Landgerichts Nidda wurde aus den Bezirken der Ämter Nidda und Bingenheim, einem Teil des Amtes Schotten, dem Gericht Heuchelheim sowie dem Patrimonialgericht Geiß-Nidda der Familie Krug von Nidda gebildet.

## Weitere Entwicklung
Die Inhaber des überwiegenden Teils des Patrimonialgerichts Geiß-Nidda, eine Erbengemeinschaft, traten ihren Anteil an dem Patrimonialgericht zum 1. Januar 1822 an das Großherzogtum ab. Der Rest gehörte dem Großherzogtum bereits.
Durch die umfassende Neuordnung der Gerichtsbezirke in der Provinz Oberhessen 1853, die zum 15. Oktober 1853 in Kraft trat, kam der bis dahin zum Landgericht Büdingen gehörenden Ort Ober-Mockstadt zum Bezirk des Landgerichts Nidda, während dieses gleichzeitig eine Anzahl Gemeinden an benachbarte Landgerichte abgab (siehe Übersicht).

## Ende
Mit dem Gerichtsverfassungsgesetz von 1877 wurden Organisation und Bezeichnungen der Gerichte reichsweit vereinheitlicht. Zum 1. Oktober 1879 hob das Großherzogtum Hessen deshalb die Landgerichte auf. Funktional ersetzt wurden sie durch Amtsgerichte. So ersetzte nun das Amtsgericht Nidda das Landgericht Nidda. „Landgerichte“ nannten sich nun die den Amtsgerichten direkt übergeordneten Obergerichte. Das Amtsgericht Nidda wurde dem Bezirk des Landgerichts Gießen zugeordnet.

## Bezirk
| Gemeinde          | Herkunft                                                                                    | Zugang | Abgang | Nach                  |
| ----------------- | ------------------------------------------------------------------------------------------- | ------ | ------ | --------------------- |
| Bellmuth          | Amt Nidda                                                                                   | 1821   | 1853   | Landgericht Ortenberg |
| Berstadt          | Amt Bingenheim                                                                              | 1821   | 1853   | Landgericht Hungen    |
| Bingenheim        | Amt Bingenheim                                                                              | 1821   | 1879   | Amtsgericht Nidda     |
| Bisses            | Amt Bingenheim                                                                              | 1821   | 1879   | Amtsgericht Nidda     |
| Blofeld           | Amt Bingenheim                                                                              | 1821   | 1879   | Amtsgericht Nidda     |
| Borsdorf          | Amt Schotten                                                                                | 1821   | 1879   | Amtsgericht Nidda     |
| Dauernheim        | Amt Bingenheim                                                                              | 1821   | 1879   | Amtsgericht Nidda     |
| Echzell           | Amt Bingenheim                                                                              | 1821   | 1879   | Amtsgericht Nidda     |
| Eichelsdorf       | Amt Nidda                                                                                   | 1821   | 1879   | Amtsgericht Nidda     |
| Fauerbach         | Amt Nidda                                                                                   | 1821   | 1879   | Amtsgericht Nidda     |
| Geiß-Nidda        | Patrimonialgericht Geiß-Nidda                                                               | 1822   | 1879   | Amtsgericht Nidda     |
| Gettenau          | Amt Bingenheim                                                                              | 1821   | 1879   | Amtsgericht Nidda     |
| Glashütten        | Amt Nidda                                                                                   | 1821   | 1879   | Amtsgericht Nidda     |
| Grund-Schwalheim  | Amt Schotten                                                                                | 1821   | 1879   | Amtsgericht Nidda     |
| Heuchelheim       | zu 7⁄12 vom großherzoglichen Amt Bingenheim und zu 5⁄12 vom standesherrlichen Amt Ortenberg | 1821   | 1879   | Amtsgericht Nidda     |
| Kohden            | Amt Nidda                                                                                   | 1821   | 1879   | Amtsgericht Nidda     |
| Langd             | Amt Nidda                                                                                   | 1821   | 1853   | Landgericht Hungen    |
| Leidhecken        | Amt Bingenheim                                                                              | 1821   | 1853   | Landgericht Friedberg |
| Michelnau         | Amt Nidda                                                                                   | 1821   | 1879   | Amtsgericht Nidda     |
| Nidda             | Amt Nidda                                                                                   | 1821   | 1879   | Amtsgericht Nidda     |
| Ober-Lais         | Amt Nidda                                                                                   | 1821   | 1879   | Amtsgericht Nidda     |
| Ober-Schmitten    | Amt Nidda                                                                                   | 1821   | 1879   | Amtsgericht Nidda     |
| Rabertshausen     | Amt Nidda                                                                                   | 1821   | 1879   | Amtsgericht Nidda     |
| Rodheim           | Amt Nidda                                                                                   | 1821   | 1853   | Landgericht Hungen    |
| Salzhausen        | Amt Nidda                                                                                   | 1821   | 1879   | Amtsgericht Nidda     |
| Steinheim         | Amt Nidda                                                                                   | 1821   | 1853   | Landgericht Hungen    |
| Unter-Lais        | Amt Nidda                                                                                   | 1821   | 1879   | Amtsgericht Nidda     |
| Ober-Mockstadt    | Landgericht Büdingen                                                                        | 1853   | 1879   | Amtsgericht Nidda     |
| Ober-Widdersheim  | Amt Schotten                                                                                | 1821   | 1879   | Amtsgericht Nidda     |
| Unter-Schmitten   | Amt Nidda                                                                                   | 1821   | 1879   | Amtsgericht Nidda     |
| Unter-Widdersheim | Amt Schotten                                                                                | 1821   | 1879   | Amtsgericht Nidda     |
| Wallernhausen     | Amt Nidda                                                                                   | 1821   | 1879   | Amtsgericht Nidda     |